# 41 Herculis
41 Herculis är en gul stjärna i Herkules stjärnbild.
Stjärnan har visuell magnitud +6,55 och kräver fältkikare för att observeras. Den befinner sig på ett avstånd av ungefär 150 ljusår.